# Frota de satélites da AT&T
A Frota de satélites da AT&T é um grupo de satélites de comunicações localizados em várias órbitas geoestacionárias que a AT&T usa para a transmissão do serviço de televisão por satélite DirecTV e o serviço de internet HughesNet (anteriormente conhecido por DirectWay e DirectPC).

## Satélites e órbitas
Satélites obsoletos destacados em dourado.
| Satélite     | Localização orbital | Data de lançamento*     | Veículo de lançamento   | Tipo do satélite                           | Nota |
| ------------ | ------------------- | ----------------------- | ----------------------- | ------------------------------------------ | --- |
| DirecTV-1    | 109.8°W             | 17 de dezembro de 1993  | Ariane 4                | Hughes Electronics HS-601                  | Também conhecido por DBS 1 |
| DirecTV-2    | 100.8°W             | 3 de agosto de 1994     | Atlas IIA               | Hughes Electronics HS-601                  | Também conhecido por DBS 2 e Nimiq 4i. O DirecTV-2 terminou sua vida útil em 16 de abril de 2007, a FCC aprovou o pedido da DirecTV para desorbitar o satélite, consequentemente foi retirado do serviço em maio de 2007. |
| DirecTV-3    | 91.1°W              | 10 de junho de 1995     | Ariane 42P              | Hughes Electronics HS-601                  | Também conhecido por DBS 3, Nimiq 2i e Nimiq 3. O DirecTV-3 foi retirado do serviço em outubro de 2002 e foi enviado a uma órbita de armazenamento. Voltou ao serviço em 2003 pela Telesat. |
| DirecTV-6    | 109.5°W             | 8 de março de 1997      | Atlas IIA               | Space Systems/Loral LS-1300                | Antigo Tempo 2. O DirecTV-6 saiu de serviço em 15 de agosto de 2006 e foi enviado a uma órbita cemitério por danos causado por uma tempestade solar em abril de 1997. |
| DirecTV-1R   | 72.5°W              | 10 de outubro de 1999   | Zenit-3SL               | Hughes Electronics HS-601HP                | Também conhecido por DBS 4. O DirecTV-1R, que chegou ao fim de sua vida útil, foi retirado de operação em 2014. De 2012 a 2014, ele foi alugado para Russian Satellite Communications Company e localizado a 55,8 graus leste, como um complemento temporário ao envelhecido satélite Bonum 1 da RSCC, devido aos atrasos no satélite Express AT1 da RSCC. O Express-AT1 entrou em serviço em 15 de março de 2014, e o Bonum 1 e o DirecTV-1R foram retirados de serviço. |
| AT&T T-4S    | 101.2° W            | 27 de novembro de 2001  | Ariane 4                | Hughes Electronics HS-601HP                | Antigo DirecTV-4S. |
| AT&T T-5     | 109.8° W            | 7 de maio de 2001       | Proton-K/Blok-DM3 SL 12 | Space Systems/Loral LS-1300                | Antigo Tempo 1 e DirecTV-5. |
| Galaxy 3C    | 95°W                | 15 de junho de 2002     | Zenit-3SL               | Boeing BSS-702                             | O Galaxy 3C é operado pela Intelsat. |
| AT&T T-7S    | 119.0°W             | 4 de maio de 2004       | Zenit-3SL               | Space Systems/Loral LS-1300                | Antigo DirecTV-7S. |
| AT&T T-8     | 100.8°W             | 22 de maio de 2005      | ILS Proton-M/Briz-M     | Space Systems/Loral LS-1300                | Antigo DirecTV-8. |
| Spaceway 1   | 102.8°W             | 26 de abril de 2005     | Zenit-3SL               | Boeing BSS-702                             | |
| Spaceway 2   | 99.2°W              | 16 de novembro de 2005  | Ariane 5 ECA            | Boeing BSS-702                             | |
| AT&T T-9S    | 101.1°W             | 13 de outubro de 2006   | Ariane 5 ECA            | Space Systems/Loral LS-1300                | Antigo DirecTV-9S. |
| AT&T T-10    | 102.8°W             | 7 de julho de 2007      | ILS Proton-M/Briz-M     | Boeing BSS-702                             | Antigo DirecTV-10. |
| AT&T T-11    | 99.2°W              | 19 de março de 2008     | Zenit-3SL               | Boeing BSS-702                             | Antigo DirecTV-11. |
| AT&T T-12    | 102.8°W             | 28 de dezembro de 2009  | ILS Proton-M/Briz-M     | Boeing BSS-702                             | Antigo DirecTV-12. |
| DLA 1        | 95,1° W             | 16 de outubro de 2014   | Ariane 5 ECA            | Space Systems/Loral SS/L 1300              | Também conhecido por Intelsat 30 e ISDLA 1. Este satélite é operado em conjunto pela AT&T e Intelsat. |
| AT&T T-14    | 99° W               | 6 de dezembro de 2014   | Ariane 5 ECA            | Space Systems/Loral SS/L 1300              | Antigo DirecTV-14. |
| AT&T T-15    | 102,75° W           | 27 de maio de 2015      | Ariane 5 ECA            | Airbus Defence and Space Eurostar-3000     | Antigo DirecTV-15. |
| AT&T T-16    | 100,85° W           | 20 de junho de 2019     | Ariane 5 ECA            | Airbus Defence and Space Eurostar-3000     | Antigo DirecTV-16. |
| Sky-Mexico 1 | 78,8° W             | 27 de maio de 2015      | Ariane 5 ECA            | Orbital Sciences Corporation GeoStar-2 Bus | [ 5 ] |
| DLA 2        | 95,1° W             | 9 de junho de 2016      | Proton-M/Briz-M         | Space Systems/Loral SS/L 1300              | Também conhecido por Intelsat 31 e ISDLA 2. Este satélite é operado em conjunto pela AT&T e Intelsat. |
| SKY-Brasil 1 | 43,1° W             | 14 de fevereiro de 2017 | Ariane 5 ECA            | Airbus Defence and Space Eurostar-3000X    | Também conhecido por Intelsat 32e. Este satélite é operado em conjunto pela AT&T e Intelsat. |